# 付强
付强（1973年6月29日—），汉族，辽宁锦州人，中共党员，东北农业大学农业机械化工程（农业系统工程方向）专业毕业，工学博士、教授，现任东北农业大学党委书记。

## 生平
本硕博均就读于东北农业大学，先后于1995年、1997年、2000年分别获得学士、硕士、博士学位。2000年7月至2002年5月于四川大学水利工程博士后流动站攻读博士后，回校后历任水利与建筑学院副教授、教授、研究生部副主任、水利与建筑学院院长等职（2016年9月更名为水利与土木工程学院）。
2019年12月，任东北农业大学副校长。2022年1月，任东北农业大学校长。2024年9月，任东北农业大学党委书记，并继续兼任该校校长一职至2024年10月。

## 荣誉
2016年，被评为国家“万人计划”科技创新领军人才
2018年，荣获国家杰出青年科学基金
2024年，荣获国家科学技术进步二等奖